# Frederico Guilherme Coco Mingi VIII de Nembe

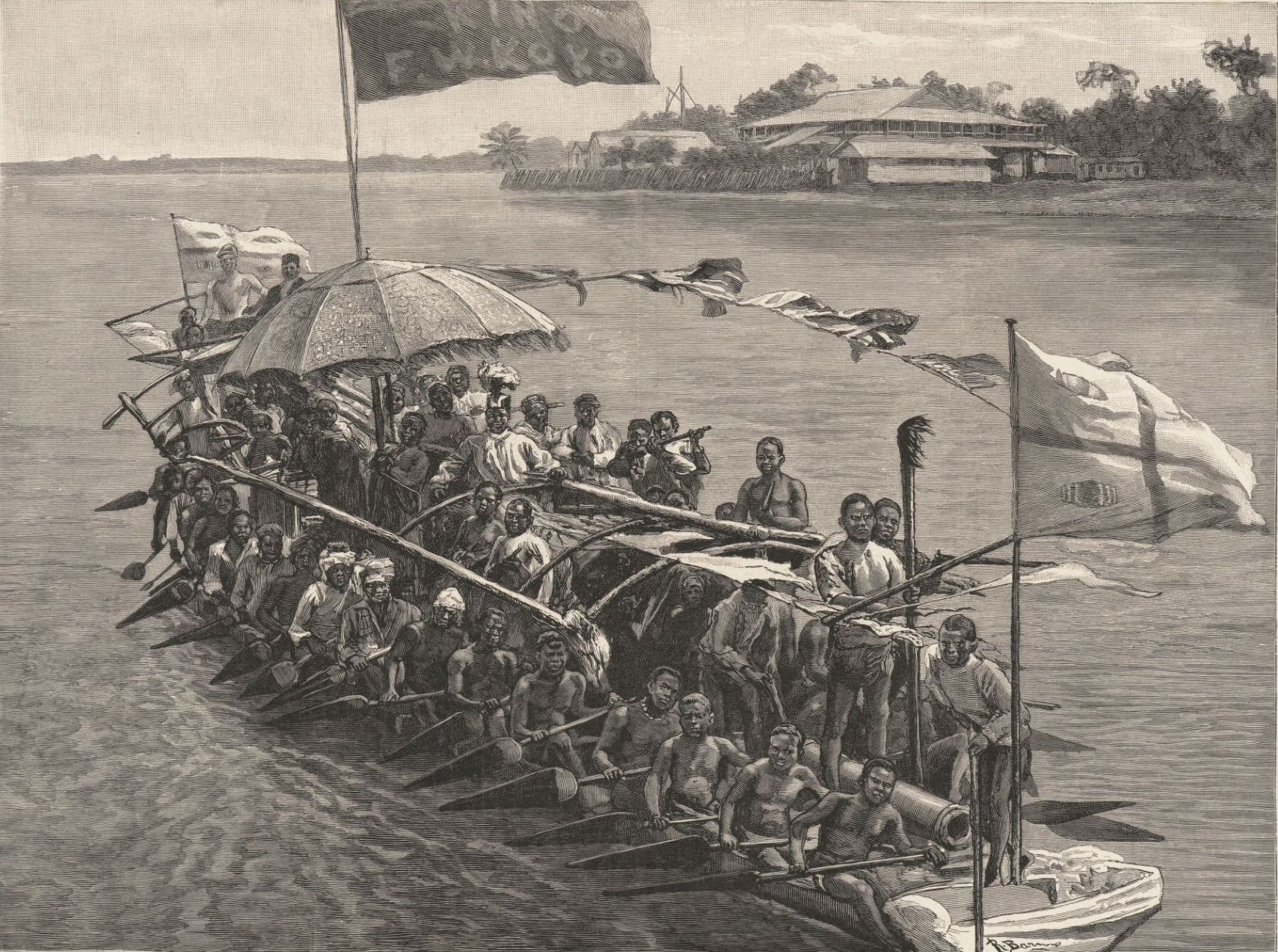
Coco em sua canoa de guerra a caminho do rio, do The Daily Graphic de 30 de março de 1895

Frederico Guilherme Coco Mingi VIII de Nembe (em inglês: Frederick William Koko Mingi; 1853 - 1898), conhecido como rei Coco e rei Guilherme Coco, foi um governante africano do Reino Nembe (também conhecido como Nembe-Brass) no Delta do Níger, agora parte do sul da Nigéria.
Cristão quando escolhido como rei de Nembe em 1889, o ataque de Coco a um posto comercial da Royal Niger Company em janeiro de 1895 levou a represálias pelos britânicos tendo sua capital foi saqueada. Após um relatório sobre a revolta de Nembe por Sir John Kirk, publicado em março de 1896, descobrindo que quarenta e três dos reféns de Coco haviam sido assassinados e comidos cerimoniosamente, Coco recebeu uma solução de suas queixas, mas achou os termos inaceitáveis, por isso foi deposto pelos britânicos. Ele morreu no exílio em 1898.
O rei Koko de Fantippo, personagem do livro Doctor Dolittle de Hugh Lofting (1886–1947), parece basear-se no verdadeiro rei.

## Biografia
Um ijó, Coco foi um convertido ao cristianismo mas retornou à religião tradicional local tempos depois. Antes de se tornar rei (amanyanabo), ele havia servido como professor de escola cristã, e em 1889 isso o ajudou em sua ascensão ao poder. Os principais chefes de Nembe, incluindo Spiff, Samuel Sambo e Camarões, eram todos cristãos, e depois de ordenar a destruição das casas de Juju, grande parte de sua razão para escolher Coco como rei em sucessão ao rei Ockiya foi que ele era um companheiro. Cristão. No entanto, havia ao mesmo tempo um rei coparcenário, o idoso Ebifa, que governava Bassambiri e era comandante em chefe até sua morte em 1894.
Com a colonização dos comerciantes europeus na costa, Nembe havia se envolvido em comércio com eles, mas era mais pobre que seus vizinhos Ubani e Calabar. Desde 1884, Nembe se viu incluído na área declarada pelos britânicos como o Protetorado dos Rios do Petróleo, na qual reivindicavam o controle da defesa militar e dos assuntos externos. Nembe era o centro de um importante comércio de óleo de palma e recusou-se a assinar um tratado proposto pelos britânicos, opondo-se ao objetivo da Royal Niger Company de trazer todo o comércio ao longo dos rios do reino em suas próprias mãos.

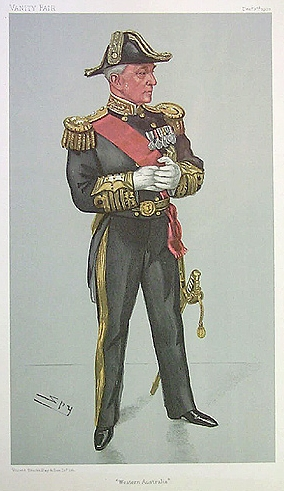
Almirante Bedford, que derrotou as forças de Coco em fevereiro de 1895

Na década de 1890, houve intenso ressentimento pelo tratamento dado pela Companhia ao povo do delta do Níger e por suas ações agressivas para excluir seus concorrentes e monopolizar o comércio, negando aos homens de Nembe o acesso aos mercados de que desfrutavam há muito tempo. Como rei, Coco pretendia resistir a essas pressões e tentou fortalecer-se formando alianças com os estados de Ubani e Okpoma. Ele renunciou ao cristianismo e, em janeiro de 1895, após a morte de Ebifa, lançou cautela ao vento e liderou mais de mil homens em uma incursão matinal na sede da Royal Niger Company em Akassa.
Chegando em 29 de janeiro com 22 canoas de guerra e 1.500 soldados de diferentes partes do país Ijo para atacar o depósito da RNC em Akassa. Chegando em 29 de janeiro com 22 canoas de guerra e 1.500 soldados de diferentes partes do país Ijo para atacar o depósito da RNC em Akassa. Eles destruíram os armazéns e escritórios, vandalizaram as máquinas oficiais e industriais e incendiaram todo o depósito. Embora se diga que cerca de 70 homens foram capturados, 25 foram mortos e 32 homens brancos foram feitos reféns como parte dos despojos de guerra de Nembe e 13 não foram contabilizados. Muitos dos homens brancos foram posteriormente executados a sangue frio na "Ilha do Sacrifício" no dia seguinte, 30 de janeiro de 1895.
Coco então procurou negociar com a Companhia a libertação dos reféns, sendo seu preço um retorno às condições de livre comércio e, em 2 de fevereiro, escreveu a Sir Claude MacDonald, o cônsul-geral britânico, que não tinha brigas com a rainha, mas apenas com a Companhia do Níger. MacDonald observou o que Coco disse da Companhia de que eram "reclamações que tinha sido meu dever desagradável escutar nos últimos três anos e meio sem poder obter para eles qualquer reparação". Apesar disso, os britânicos recusaram as exigências de Coco e mais de quarenta reféns foram comidos cerimoniosamente. Em 20 de fevereiro, a Marinha Real contra-atacou. A cidade de Nembe, em Coco, foi arrasada e cerca de trezentas pessoas foram mortas. Muito mais do seu povo morreu de um surto grave de varíola.

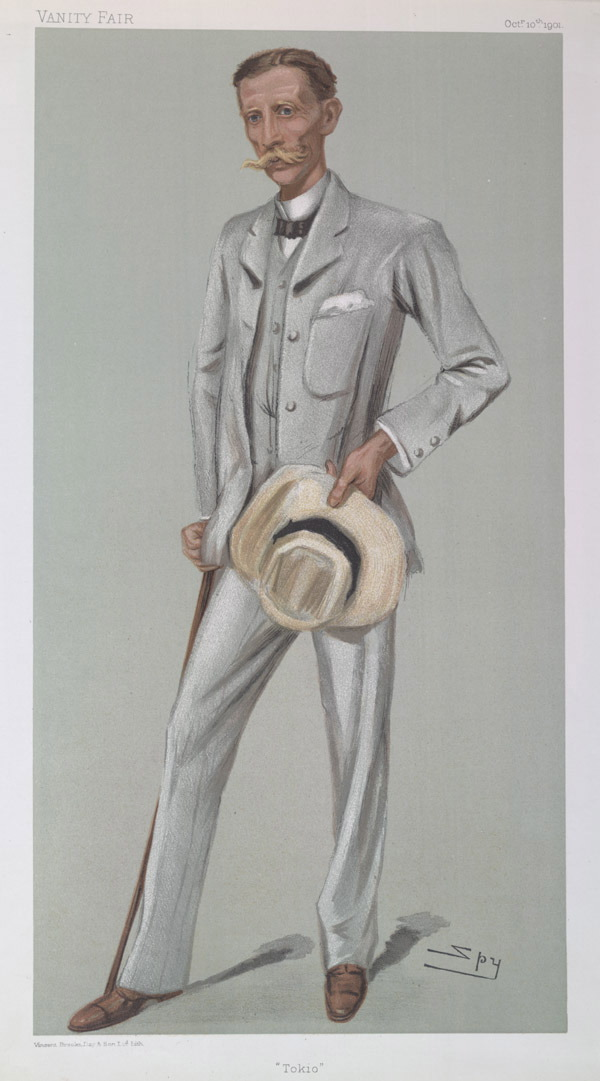
Sir Claude MacDonald, cônsul-geral britânico em Brass

Em 23 de março, Sir Claude MacDonald chegou a Brass em seu iate Evangeline, rebocando dezesseis canoas de guerra de Coco que haviam sido rendidas, mas o próprio rei não havia sido capturado. No final de abril de 1895, a área voltou aos negócios como de costume, com MacDonald multando os homens de Brass £ 500, quantia que comerciantes simpáticos no rio se ofereceram para pagar. Coco garantiu aos britânicos que sua parte no levante havia sido exagerada e devolveu vários canhões e uma metralhadora saqueados de Akassa. Houve então uma troca de prisioneiros. A opinião pública na Grã-Bretanha caiu contra a Royal Niger Company e seu diretor George Goldie, que foi visto como tendo levado Coco a hostilidades. O Escritório Colonial encarregou o explorador e ativista anti-escravidão Sir John Kirk de escrever um relatório sobre os eventos em Akassa e Brass e, em agosto, Coco veio a Brass para conhecer MacDonald, que estava prestes a navegar para a Inglaterra, mas rapidamente levou para o mato novamente. Na chegada de MacDonald a Liverpool, ele disse a repórteres que o povo de Nembe-Brass estava esperando o resultado do relatório de Kirk.
O relatório de Sir John Kirk foi apresentado às duas Casas do Parlamento por ordem de Sua Majestade, a Rainha, em março de 1896. Uma descoberta importante foi a de que quarenta e três prisioneiros de Coco haviam sido assassinados e comidos. Em abril de 1896, Coco recusou os termos de um acordo oferecido a ele pelos britânicos e foi declarado fora da lei. A Reuters informou que as estações do Níger foram fortemente defendidas em preparação para um possível novo ataque. No entanto, nenhum ataque ocorreu. Uma recompensa de £ 200 foi oferecida sem sucesso por Coco, que foi forçado a fugir dos britânicos, se escondendo em aldeias remotas.
Coco fugiu para Etiema, uma vila remota no interior, onde morreu em 1898 em um suposto suicídio. No ano seguinte, a Carta da Companhia Real do Níger foi revogada, um ato visto em parte como consequência da curta guerra com Coco, e, a partir de 1 de janeiro de 1900, a Companhia vendeu todos os seus bens e concessões na África para a Governo britânico por £ 865.000, considerado um preço muito baixo.

## Na cultura popular
Em seu livro para crianças, Post Office Doctor Dolittle (1923), Hugh Lofting criou o reino da África Ocidental de Fantippo, governado por um rei chamado Koko. Antes de seus encontros com Dolittle, o rei fictício às vezes fazia guerra com outros e vendia alguns de seus prisioneiros como escravos. O principal objetivo declarado dos britânicos na Guerra Anglo-Aro de 1901 a 1902 era suprimir o comércio de escravos ainda sendo praticado por alguns estados africanos no que é hoje a Nigéria.